# Лазар Марјановић
Лазар Марјановић (Ниш, 8. септембра 1989) српски је фудбалер.

## Трофеји и награде
Локомотива Београд
- Београдска зона: 2006/07.[2]

Диошђер ВТК
- Лига куп Мађарске: 2013/14.[3]